# Günter Rager
Günter Rager (* 13. April 1938 in München) ist ein Schweizer Mediziner, Philosoph und Hochschullehrer. Günter Rager war Professor an der Universität Freiburg (Schweiz).

## Biografie
Günter Rager studierte von 1956 bis 1962 Philosophie an der Ludwig-Maximilians-Universität München und von 1962 bis 1969 Medizin an den Universitäten München, Erlangen, Zürich und Tübingen. Dabei wurde er für die Philosophie gefördert durch das Bayerische Staatsstipendium für besonders Begabte und für die Medizin durch das Cusanuswerk. 1966 promovierte er in Philosophie an der Universität München unter der Leitung von Max Müller, 1972 in der Medizin an der Universität Göttingen.
Nach dem medizinischen Staatsexamen an der Universität Tübingen und Tätigkeit als Medizinalassistent am Albert-Schweitzer-Krankenhaus in Northeim und am Anatomischen Institut in Göttingen erhielt Rager die Approbation als Arzt am 31. März 1971. Von 1971 bis 1980 forschte er im Bereich der Neurowissenschaften mit Schwerpunkt Neuroembryologie am Max-Planck-Institut für biophysikalische Chemie in Göttingen. 1978 habilitierte er sich im Bereich der Anatomie an der Universität Göttingen. Seine neurowissenschaftlichen Forschungen machten ihn international bekannt. So wurde er am 1. Oktober 1980 als Ordinarius und Direktor des Instituts für Anatomie und spezielle Embryologie der Universität Freiburg (Schweiz) berufen. Vom 1. Dezember 1990 bis 31. Juli 1991 war er Gastwissenschaftler am Max-Planck-Institut für Hirnforschung in Frankfurt (Abteilung Neurophysiologie). Zweimal hatte er ein Forschungssemester am Institut für Christliche Philosophie der Universität Innsbruck. Er emeritierte am 1. Oktober 2006, ist aber weiterhin im Sinne von Vorträgen und Beiträgen aktiv.

## Werk
Das Werk von Günter Rager umfasst zwei Disziplinen: Die Neurowissenschaft und die Philosophie. Entsprechend gibt es zwei Stränge, die sich in seinen Publikationen und Überlegungen wiederfinden.

### Neurowissenschaft
Die neuroembryologische Forschung von Rager begann am anatomischen Institut der Universität Göttingen. Dort untersuchte er die Entwicklung der Inselregion (Insula Reilii) an der Großhirnrinde des menschlichen Embryos. Er erweiterte sein Forschungsgebiet auf Versuchstiere mit Beginn der Arbeit am Max-Planck-Institut für Biophysikalische Chemie aufgrund einer eigens dafür entwickelten Apparatur. Damit konnte er elektrophysiologische Ableitungen von Hühnerembryonen in ovo vornehmen und das erste Auftreten der neuronalen Potentiale im visuellen System nachweisen. Die Ergebnisse dieser Forschung wurden international bekannt. Nach der Analyse der retino-tectalen Verbindung wurde es wichtig, die Entwicklungsvorgänge in höheren Bereichen des visuellen Systems, also im primären visuellen Cortex zu untersuchen. Das war jedoch nur am visuellen Cortex eines Säugetiergehirns möglich. Später wurde der Forschungsbereich auf die molekularbiologische Ebene erweitert. Unter der Direktion von Rager wurde auch das Anatomische Institut in Fribourg umgebaut, erweitert und modernisiert. Für die Ausbildung der Medizinstudierenden hat Rager mehrere Beiträge zum menschlichen Nervensystem in mehreren Auflagen des Referenzlehrbuchs der Anatomie verfasst.

### Philosophie
Günter Rager hat sich nicht nur als Embryologe, sondern auch als Philosoph mit der Frage nach dem Status des menschlichen Embryos auseinandergesetzt. Bezüglich der philosophischen Forschung kommt er zum Ergebnis, dass der menschliche Embryo von der Befruchtung an als Individuum anzusehen ist. Argumentativ hat Rager dazu viele reduktionistische Theorien im Bereich der Hirnforschung diskutiert. Am Ende konnte er zeigen, dass der Reduktionismus zu kurz greift und sich letztlich in Selbstwidersprüche auflöst. Bewusstsein und Freiheit lassen sich für ihn nicht auf neuronale Mechanismen reduzieren, sondern sind die Voraussetzung allen Erklärens. Das zentrale philosophische Thema ist für Günter Rager die menschliche Person, was auch in seinen Ausführungen zu einer Medizinethik zum Ausdruck kommt. Seine Arbeit über Sri Aurobindo zeigt auf, dass auch auf dem Boden der indischen Tradition eine genuine Philosophie der Person möglich ist.

## Ämter, Mitgliedschaften und Auszeichnungen
Günter Rager war ordentliches Mitglied in verschiedenen Fachgesellschaften.
- American Society for Neuroscience
- Schweizerische Gesellschaft für Anatomie, Histologie und Embryologie
- Swiss Society for Neuroscience; Anatomische Gesellschaft
- Beirat der Görres-Gesellschaft zur Pflege der Wissenschaften
- Görres Institut für interdisziplinäre Forschung
- Académie Internationale de Philosophie des Sciences

Auszeichnungen
- 1966 – Einladung durch die indische Regierung zu einer mehrwöchigen Studienreise durch Indien aufgrund seiner Studienarbeiten.
- 2005 – Verleihung der Ehrendoktorwürde durch die Theologische Fakultät der Albert-Ludwigs-Universität Freiburg im Breisgau.[1]
- 2014 – Verleihung des Ehrenrings der Görres-Gesellschaft zur Pflege der Wissenschaften.[2]

Ämter und Aufgaben (Auswahl)
- 1983–1986: Präsident der Schweizerischen Gesellschaft für Anatomie, Histologie und Embryologie.
- 1986–1987: Dekan der Math.-Naturwiss. Fakultät der Universität Freiburg, Schweiz.
- 1999–2006: Direktor des Instituts für Interdisziplinäre Forschung der Görres-Gesellschaft.
- 2002–2010: Mitglied der Bioethikkommission der Schweizerischen Bischofskonferenz.
- 2003–2007: Mitglied des Kuratoriums der Universität Bonn.
- Seit 1996 Beirat für das „Jahrbuch für Wissenschaft und Ethik“.

## Veröffentlichungen (Auswahl)
- Sri Aurobindo. Philosophie der Person. Karl Alber, Freiburg 2018.
- Mensch sein. Grundzüge einer interdisziplinären Anthropologie. Karl Alber, Freiburg 2017.
- Die Person. Wege zu ihrem Verständnis. Academic Press Fribourg / Verlag Herder, Freiburg/Wien 2006.
- G. Rager (Hrsg.): Beginn, Personalität und Würde des Menschen. (= Grenzfragen. Band 32). 3., vollständig neu bearbeitete und erweiterte Auflage. Karl Alber, Freiburg 2009.
- G. Rager (Hrsg.): Humanembryologie und Teratologie. 3. Auflage. Verlag Hans Huber, Bern/Hogrefe Verlagsgruppe Göttingen / Bern / Wien 2008, ISBN 978-3-456-84236-3,
- D. Drenckhahn, G. Rager: Visuelles System. In: A. Benninghoff, D. Drenckhahn (Hrsg.): Anatomie. Urban & Fischer, München 2004, S. 650–705.
- G. Rager (Hrsg.): Einführung in die Humanembryologie. 2. Auflage. Verlag Hans Huber, Bern 2003, ISBN 3-456-83949-9.
- G. Rager (Hrsg.): Ich und mein Gehirn. (= Grenzfragen. Band 26). Alber, Freiburg 2000.
- A. Holderegger, B. Sitter-Liver, C. W. Hess, G. Rager (Hrsg.): Hirnforschung und Menschenbild. Beiträge zur interdisziplinären Verständigung. Academic Press Fribourg / Schwabe AG Basel 2007.
- G. Rager, A. Holderegger (Hrsg.): Die Frühphase der Entwicklung des Menschen. Universitätsverlag Freiburg Schweiz 2003, ISBN 3-7278-1416-0.
- G. Rager, J. Quitterer, E. Runggaldier: Unser Selbst. Verlag Ferdinand Schöningh, Paderborn / München / Wien / Zürich 2002, ISBN 3-506-77340-2.
- G. Rager, E. Van der Zypen: Auge. In: D. Drenckhahn, W. Zenker (Hrsg.): Benninghoff. Makroskopische Anatomie, Embryologie und Histologie des Menschen. Urban & Schwarzenberg, München 1994, S. 701–753.
- L. Honnefelder, G. Rager (Hrsg.): Ärztliches Urteilen und Handeln. Zur Grundlegung einer medizinischen Ethik. Insel Verlag, Frankfurt 1994.
- G. Rager (Hrsg.): Development of the Retinotectal Projection in the Chicken. In: Advances in Anatomy, Embryology and Cell Biology. Vol. 63. Springer, Berlin 1980. (link.springer.com)